# اکبر کلیلی
اکبر کلیلی (۱۳۳۴ – ۹ اسفند ۱۳۹۶) اسکی‌باز اهل ایران بود. وی در بازی‌های المپیک زمستانی ۱۹۷۶ شرکت کرده است.
کلیلی نماینده ایران در المپیک زمستانی ۱۹۷۶ اینسبروک بود. بهترین نتیجه او کسب رتبه ۵۸ در سرازیری بود.

## موفقیت‌ها

### المپیک زمستانی
اینسبروک ۱۹۷۶: رتبه ۵۶ سرازیری

### مسابقات جهانی
اینسبروک ۱۹۷۶: رتبه ۵۶ سرازیری